# Дедикурусы
Дедикурусы, или дедикуры (лат. Doedicurus, от др.-греч. δοιδῠκο- +οὐρά, буквально — хвост-пестик), — род вымерших млекопитающих из подсемейства глиптодонтин семейства Chlamyphoridae, появившихся в плиоцене и вымерших в начале голоцена (3,0—0,01 млн лет назад), на территории современных Аргентины, Бразилии и Уругвая.

## Описание
Дедикурусы достигали длины 4 метра, высоты 1,5 м и веса 1,5 т. Панцирь состоял из 1800 костных пластин примерно 2,5 см каждая. На конце мощного хвоста дедикурусов находилась шипастая булава весом до 74 кг. Она служила броненосцам для защиты и для сражений между самцами в период спаривания (при этом кости соперников чаще всего оставались целыми).

## Образ жизни
Дедикурусы были растительноядными животными и питались низкорослой растительностью: травой, листьями и, возможно, корнями. Эти животные жили небольшими стадами. Исчезли через несколько тысяч лет после заселения Америки первобытными людьми. Наиболее поздние ископаемые остатки Doedicurus clavicaudatus, найденные при раскопках в аргентинской пампе, датируются возрастом 7500 лет назад.

## Систематика

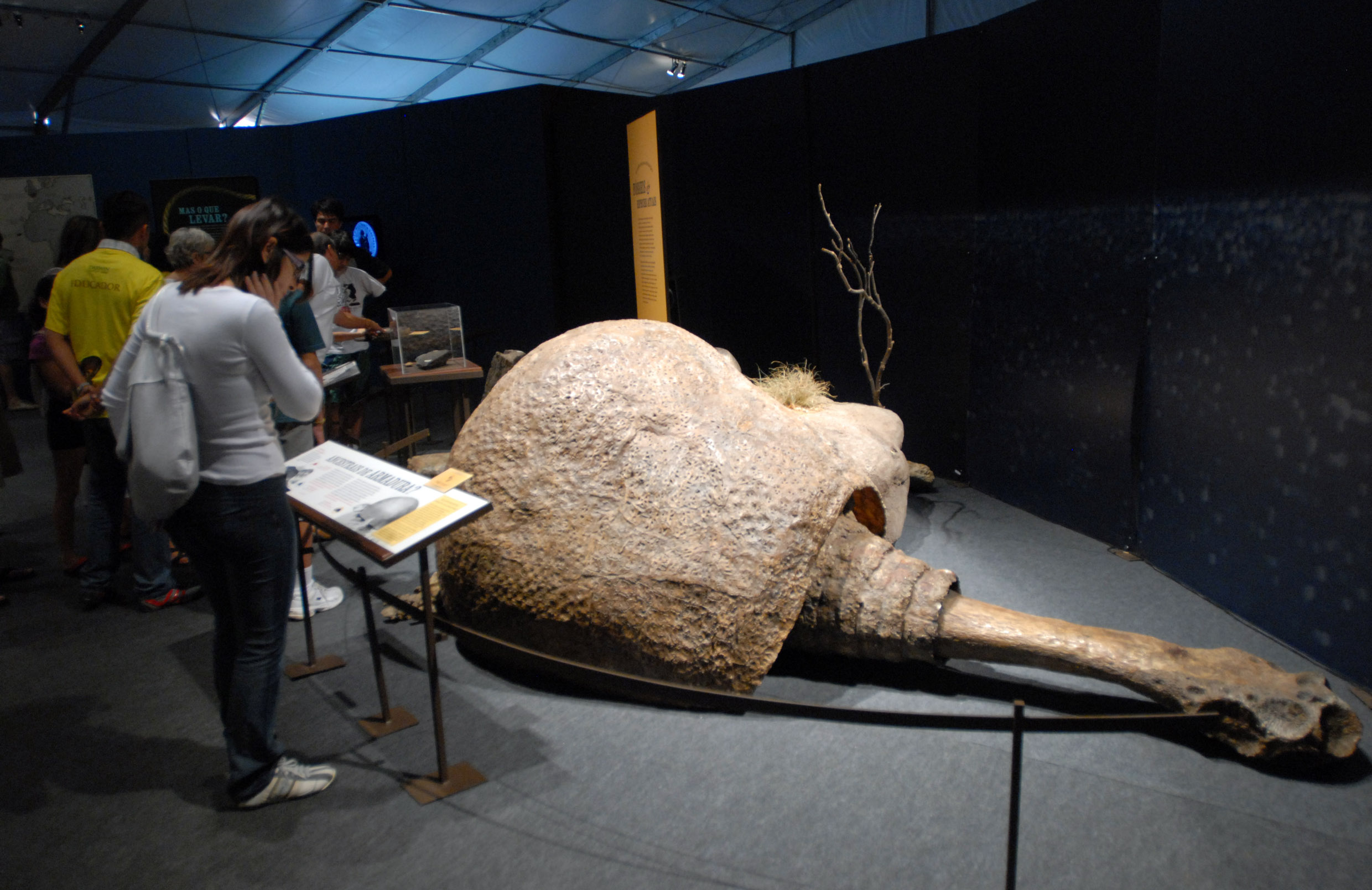
Ископаемые кости и панцирь Doedicurus на выставке в Бразилии (2008 год)

Анализ митохондриальной ДНК, сохранившейся в ископаемых остатках представителя рода дедикурусов, показал, что он входит в подсемейство глиптодонтин (Glyptodontinae) семейства Chlamyphoridae, представленного сегодня плащеносным броненосцем (Chlamyphorus truncatus) и гигантским броненосцем (Priodontes maximus).

## Классификация
По данным сайта Fossilworks, на октябрь 2017 года в род включают 4 вида:
- Doedicurus clavicaudatus (Owen, 1847) [syn. Glyptodon clavicaudatus Owen, 1847]
- Doedicurus antiquus Ameghino, 1887
- Doedicurus copei Moreno, 1888
- Doedicurus ensenadensis Ameghino, 1904